# オガエル
オガエルは両生綱無尾目オガエル科 （Ascaphidae）オガエル属（Ascaphus）に属す2種の総称。
アメリカ合衆国の北西部に生息しの高山の急流中に産卵する生態を持つ。このための適応として色々体が特殊化しており、まず和名の由来であるオスにだけある「尾」と呼ばれる突起部分は実際はオスの総排泄孔であり、この「尾」は本種が交尾の際にメスの排出孔に送り込むための交尾器として使用され、卵は体内受精し、数珠状で生まれて流水中の石にしっかり付着する。第二にはカエルには珍しく肺が退化しており（サンショウウオにはハコネサンショウウオなど多数存在する）、このため鳴き声が欠如しており、聴覚もあまり発達していない。また、幼生も口に大きな吸盤があり、これで岩に付着して流されないようにしている他、低温の場所に住むため暑さに極めて弱く、成体の場合最適温度は10℃以下であり室内では冷却しないと死亡する。
カエルのうち知られている中で最も原始的な科である。
2001年まではオガエル属は Ascaphus truei Stejneger, 1899のみの単型と考えられてきたが、その年にAscaphus montanusが別種とされた。